# Falladahaus
Das sogenannte Falladahaus am Roten Krug 20 in Berkenbrück war vom Herbst 1932 bis zum Frühjahr 1933 der Wohnsitz des Schriftstellers Hans Fallada, der davor in Neuenhagen bei Berlin gewohnt hatte. Zur Zeit seines Aufenthaltes in Berkenbrück war er halbtags im Berliner Rowohlt Verlag beschäftigt. 1933 wurde er von seinem Hauswirt denunziert und in ein SA-Gefängnis nach Fürstenwalde gebracht, was das Ende seines Aufenthaltes in Berkenbrück bedeutete. Fallada zog daraufhin nach Carwitz.
Zu DDR-Zeiten wurde das Haus als Jugendherberge genutzt, verfiel jedoch nach der Wende und wurde 2012 im Rahmen einer Ausschreibung verkauft.

## Zitate
„Von der Diele geht eine kleine Treppe auf den großen Boden, da ist für den Sommer noch etwas Herrliches für den Vater: ein kleines Turmzimmer, in dem er arbeiten kann, mit dem Blick auf die Spree und Wälder, Wälder, Wälder bis zu den Rauener Bergen.“
(Brief an die Eltern, September 1932)
„Die Tage gingen dahin und wurden zu Wochen und Monaten; wir fühlten uns immer wohler in der Villa an der Spree. Unser dreijähriger Sohn Uli jubelte jedem Schleppdampfer zu, der fast unter den Fenstern lange Reihen von Zillen, dicken, schwarzen Dampf ausstoßend, Berlin zuschleppte.“
(„Osterfest 1933 mit der SA“, 1944)